# Svastra nevadensis
Svastra nevadensis är en biart som först beskrevs av Cresson 1874.  Svastra nevadensis ingår i släktet Svastra och familjen långtungebin. Inga underarter finns listade i Catalogue of Life.